# Pedro Porro
Pedro Antonio Porro Sauceda (Las Palmas, 13 de setembro de 1999), mais conhecido como Pedro Porro, é um futebolista espanhol que atua como lateral-direito. Atualmente, joga no Tottenham.

## Carreira
Pedro Porro começou a carreira no Girona.[carece de fontes?]
A 15 de agosto de 2020, Pedro Porro foi emprestado do Manchester City ao Sporting por duas épocas.E depois vendido ao Tottenham.
Na primeira época pelo Sporting, em 2020/21, assumiu a titularidade e sagrou-se campeão da Taça da Liga e do Campeonato Português, estando no onze ideal do campeonato.

## Títulos
Sporting
- Taça da Liga: 2020–21 e 2021–22
- Primeira Liga: 2020–21
- Supertaça Cândido de Oliveira: 2021

Tottenham
- Liga Europa da UEFA: 2024–25